# Thornelya mila
Thornelya mila är en mossdjursart som först beskrevs av Scholz 1993.  Thornelya mila ingår i släktet Thornelya och familjen Hippopodinidae. Inga underarter finns listade i Catalogue of Life.